# Данил Скитски
Преподобни Данил Скитски је хришћански светитељ. Био је игуман неког познатог Скита Мисирског. Његов учитељ је био свети Арсеније. После неког времена Данил је такође стекао многе ученике. Једном кад су варвари напали Скит, позвала га је братија, да заједно са њима бежи. Он им је одговорио: "Ако се Бог не брине о мени, на што ми и живети?!" Још је говорио Данил: "Уколико се тело твоје гоји, утолико ти душа мршави". Подвизавао се у општежићу четрдесет година, а потом се 420. године повукао Он је са својим учеником сахранио свету Томаиду.
Српска православна црква слави га 7. јуна по црквеном, а 20. јуна по грегоријанском календару.